# Ibrahim Khan Gardi
Ibrāhīm Khān Gārdī (in urdu ابراہیم گاردی‎?; ... – Panipat, 1761) è stato un generale indiano, nativo del Deccan.
Esperto di artiglieria, servì inizialmente sotto il Niẓām di Hyderābād, prima di entrare al servizio del Peshwa dell'Impero Maratha. 
In veste di suo generale, comandò una forza di 10 000 uomini di fanteria e artiglieria.
Fu catturato, forse torturato crudelmente (probabilmente perché musulmano al servizio del nemico induista Maratha) e giustiziato dagli afghani Pashtun nel corso della Terza battaglia di Pānīpat nel 1761.

## Carriera militare
Ibrāhīm Khān Gārdī fu al servizio del Niẓām Mīr Aḥmad ʿAlī Khān di Hyderābād, cui era molto legato, e partecipò alla battaglia di Palkhed contro i Maratha (al cui servizio poi entrerà), che vinsero quello scontro.

### Addestramento secondo gli schemi francesi
Addestrato secondo gli schemi militari francesi, operando come comandante della guardia del Marchese de Bussy-Castelnau, Ibrāhīm doveva il titolo di "Khān" alla sua funzione militare. Originariamente fece parte dell'esercito del Niẓām di Hyderābād, formato in parte da indigeni hindu Telugu. Le abilità militari e le tattiche seguite dalla sua artiglieria furono giudicate assai positivamente in varie campagne.
Catturato nella Terza battaglia di Panipat, si dice fosse stato orribilmente torturato prima di morire dalle truppe afghane vincitrici, che forse non gli perdonavano il fatto che, da musulmano, aveva combattuto per gli hindu Maratha. Il suo senso estremo di lealtà verso il suo signore Sadashivrao Bhau Ibrahim Khan lo fece combattere fino alla sua morte contro l'esercito afghano Durrānī e fu catturato solo quando tutti i suoi eccellenti moschettieri maratha furono uccisi, a uno a uno, o si misero in salvo dopo il crollo del loro fronte durante la notte del 14 gennaio 1761, approfittando del buoi notturno. Varie unità di artiglieria e di fanteria (coi suoi moschettieri) di Ibrāhīm Khān Gārdī seguitarono infatti a combattere nella difesa delle loro posizioni fino al tramonto, per fuggire solo al calar della notte. Il ricordo di quell'eroismo viene ancora cantato nei canti folkloristici nelle comunità Pardhi, in ricordo specialmente di Ibrāhīm Khān e di Sulaymān Khān Gārdī.

### Al servizio dei Maratha
Ibrāhīm Khān fu affascinato dal Peshwa dell'Impero Maratha e presto offrì i suoi servigi al Peshwa, che lo mise al comando di un battaglione di 10 000 uomini di cavalleria, fanteria, artiglieria, arcieri (intesi come veri e propri arcieri, o armati di picca e baionetta, brandita dai moschettieri) che costituivano non più di 2 000 uomini rispetto alla forza totale del battaglione. Ciò costituiva la prova del successo di cui godeva Ibrāhīm Khān, che fu la prima persona a raggiungere posizioni apicali nel potente esercito hindu dei Maratha, di cui fu vice comandante in capo e responsabile dell'artiglieria.
Era intimo collaboratore del Peshwa e di suo cugino Sadashivrao Bhau, il comandante in capo dell'esercito maratha durante la spedizione militare che si concluse rovinosamente con la Terza battaglia di Pānīpat.

## Morte
Ibrāhīm Khān Gārdī fu catturato dagli Afghani di Shujāʿ al-Dawla e trascinato davanti ad Aḥmad Shāh Durrānī. Aḥmad Shāh gli chiese di pentirsi e gli concedette salva la vita in quanto musulmano. Gli offrì anche il più alto grado nel suo esercito afghano ma, dopo che le sue condizioni furono respinte dal prigioniero, Ibrāhīm Khān fu torturato a morte dallo stesso Aḥmad Shāh e dai suoi uomini, che intesero così vendicare il suo leale comportamento nei confronti dei Maratha hindu. La sua memoria rimase sempre viva nel folklore di alcuni Stati hindu dell'India, come il Maharashtra o Hyderābād.

### Conseguenze
La famiglia e la sua compagine d'élite rimasero al servizio dei vari Peshwa come loro guardie del corpo e come moschettieri nei loro eserciti fino alla fine del dominio dei Peshwa nel 1818.
Dopo la fine del governo dei Peshwa, il loro esercito personale fu sciolto dal British Raj e alcuni di loro, come pure altri militari dell'esercito maratha, entrarono al servizio dell'East India Company come sepoy, moschettieri, cavalleggeri, fanti e artiglieri  – specialmente nel The Poona Horse, nei Bombay Sappers, nei Madras Sappers e nella Fanteria leggera Maratha.